# Arsenura jennettae
Arsenura jennettae is een vlinder uit de onderfamilie Arsenurinae van de familie nachtpauwogen (Saturniidae).
De wetenschappelijke naam van de soort is voor het eerst geldig gepubliceerd in 2000 door K.L. Wolfe, Conlan & W.J. Kelly.